# Tand- och munhygien

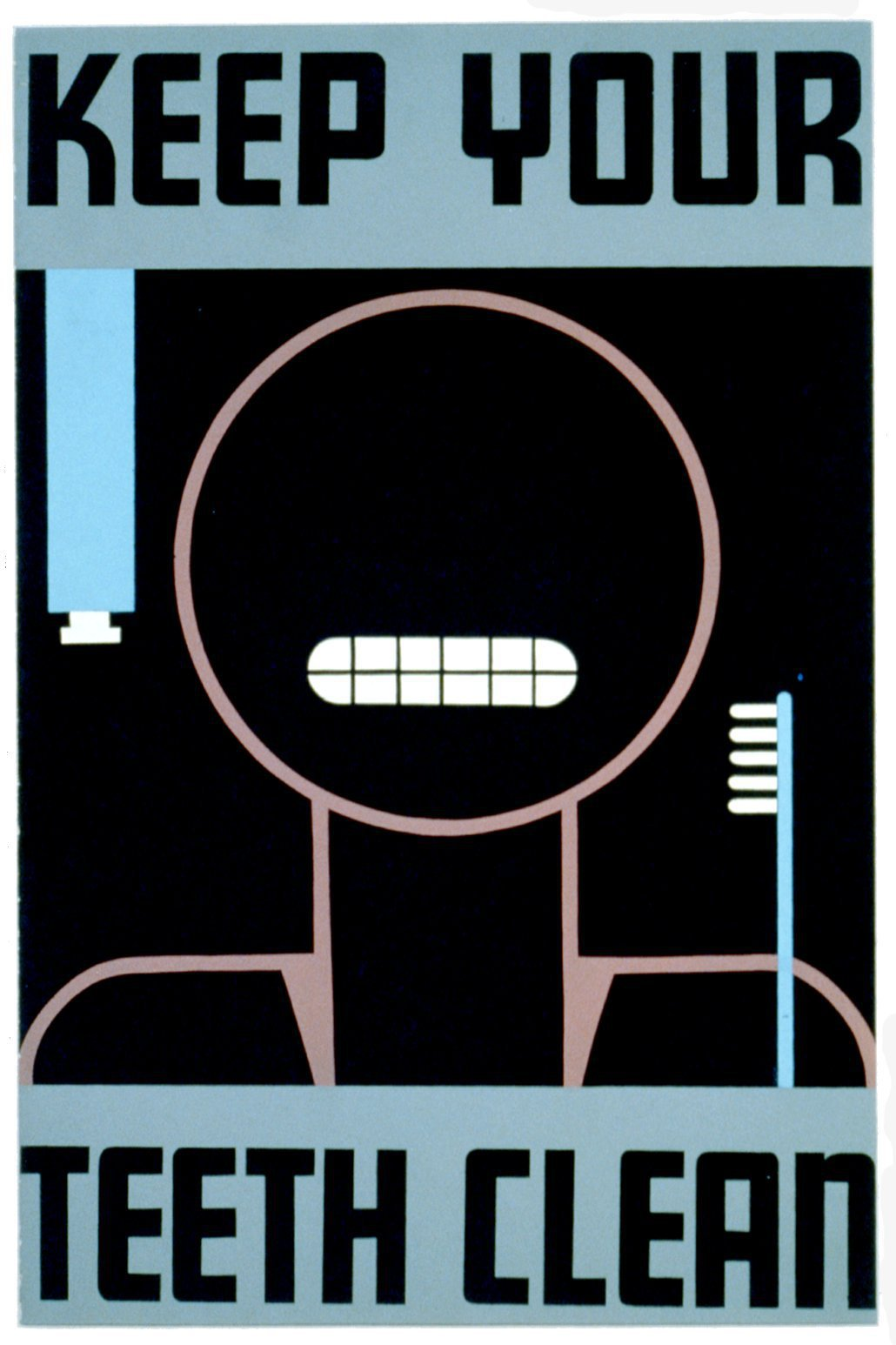
Affisch från 1930-talet.

Tandhygien innebär bland annat att man ser till att hålla tänderna rena och friska.
Det finns flera hjälpmedel för att åstadkomma detta. Man kan ta hjälp av tandborste, tandtråd och fluor. För att undvika skador i tänderna som karies ska man förutom att göra rent tänderna också se till att inte äta för mycket socker eftersom det påskyndar bildandet av hål i tänderna, karies. Det bästa sättet att hålla tänderna rena och friska är att borsta dem med en mjuk tandborste morgon och kväll och att använda tandtråd varje dag. 
Om man får problem med tandhygienen kan man söka upp en tandläkare som jobbar med tandvård. Om man har karies i en tand kan tandläkaren bli tvungen att borra i tanden för att ta bort det nedbrutna och sedan ersätta det med en lagning.